# Al-Hajib (nahija)
Nahija Al-Hajib (ar. ناحية الحاجب) je nahija u okrugu as-Safira, u sirijskoj pokrajini Alep. Površina nahije je 260,16 km2. Po popisu iz 2004. (prije rata), nahija je imala 10.408 stanovnika. Administrativno sjedište je u naselju Al-Hajib.